# トーマス・カイザー
トーマス・カイザー（Thomas Keiser 1989年3月28日 - ）はペンシルベニア州ホリデーズバーグ出身のアメリカンフットボール選手。現在NFLのアリゾナ・カージナルスに所属している。ポジションはディフェンシブエンド。

## 経歴
高校時代はペンシルベニア州のディフェンシブエンドとして3位にランクされた。
スタンフォード大学に進学し、2008年、24タックル、チームトップの6サックをあげてフレッシュマンのオールアメリカンに選ばれた。2009年、全13試合で先発出場し、47タックル、9サックをあげた。サンノゼ州立大学戦では3サックをあげたが、これはスタンフォード大学の選手としては、2005年にジュリアン・ジェンキンスがUCLA戦で記録して以来のことであった。この年シーズン途中に、カレッジフットボール最高のディフェンシブエンドに与えられるテッド・ヘンドリクス賞のウォッチリストに入れられた。3年次の2010年、アウトサイドラインバッカーにコンバートされ、38タックル、4.5サック、1インターセプトをあげた。
大学で3年プレーした後、2011年のNFLドラフトにアーリーエントリーをしたが、指名されず、同年7月30日にドラフト外フリーエージェントでカロライナ・パンサーズと契約を結んだ。当初プラクティス・スクワッドで過ごし、シーズン最後の8試合でプレー、チーム2位タイの4サックをあげた。11月20日のデトロイト・ライオンズ戦でマシュー・スタッフォードを2度サック、12月4日のタンパベイ・バッカニアーズ戦でジョシュ・ジョンソンからインターセプトをあげた。
2012年8月26日のニューヨーク・ジェッツとのプレシーズンゲームでは、1.5サックをあげた。11月8日、プラクティススクワッドから昇格したが、14日、左ひじの負傷のため、故障者リスト入りした。この年は4試合の出場に終わった。
2013年5月、パンサーズから解雇され、その直後にメルビン・イングラムがACLを断裂し、ラインバッカーのデプスが薄くなったサンディエゴ・チャージャーズに加入した。アリゾナ・カージナルスとのプレシーズンゲームでは3サックをあげたが、8月31日、最終ロースターカットでチャージャーズから解雇された。9月1日、チャージャーズとプラクティス・スクワッド契約を結んだ。